# Sant’Agata Bolognese
Sant’Agata Bolognese ist eine kleine italienische Gemeinde mit 7351 Einwohnern (Stand 31. Dezember 2023) in der Metropolitanstadt Bologna.

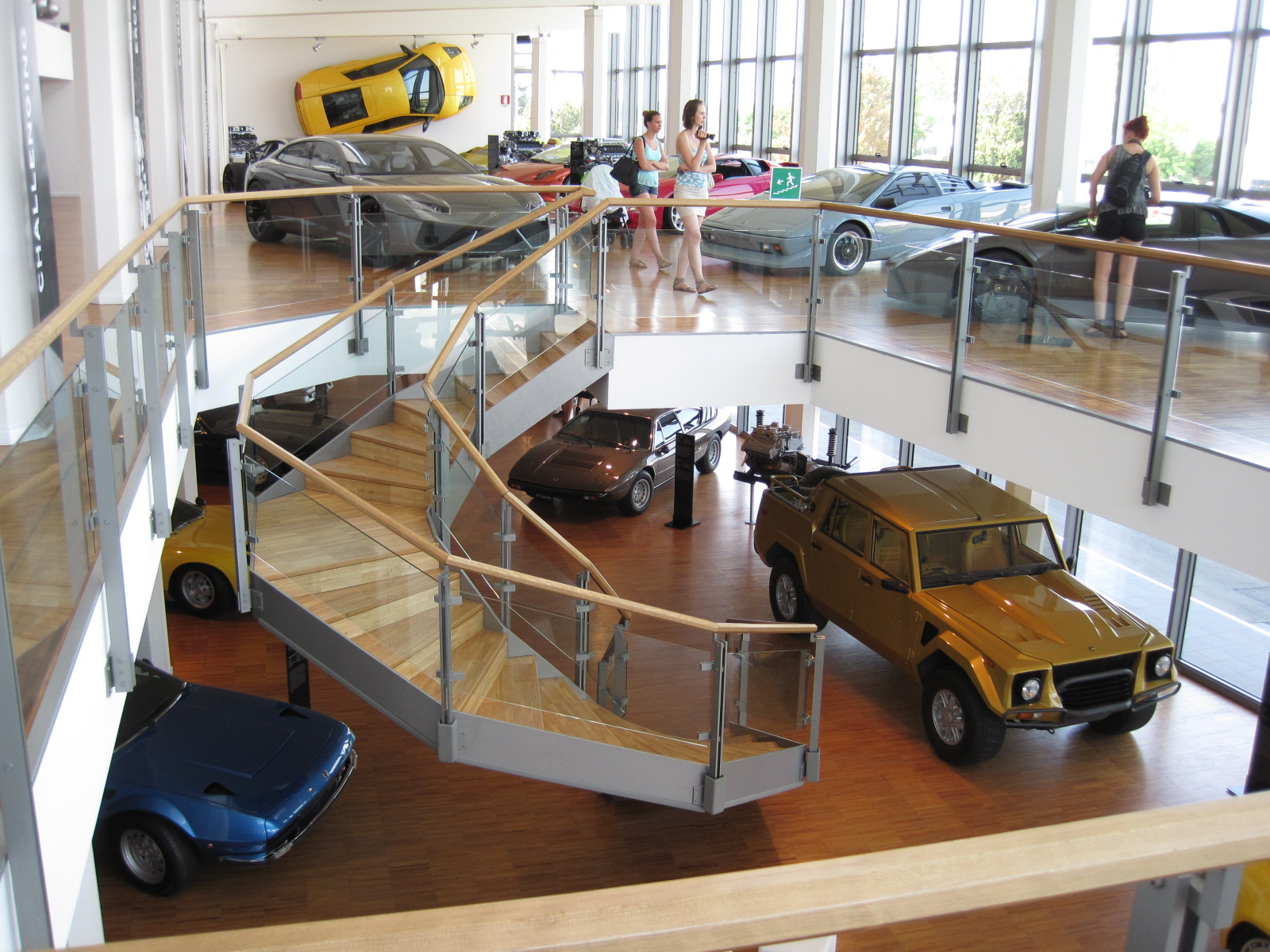
Lamborghini-Museum

Bekannt wurde Sant’Agata Bolognese seit den 1940er Jahren als Fertigungsort von Traktoren und Sportwagen des Autoherstellers Lamborghini. Mit über 2000 Mitarbeitern ist Lamborghini der größte Arbeitgeber in der Region. Das 2001 eröffnete Lamborghini-Museum zeigt Autos aus der Unternehmensgeschichte.